# Carlisle Trost

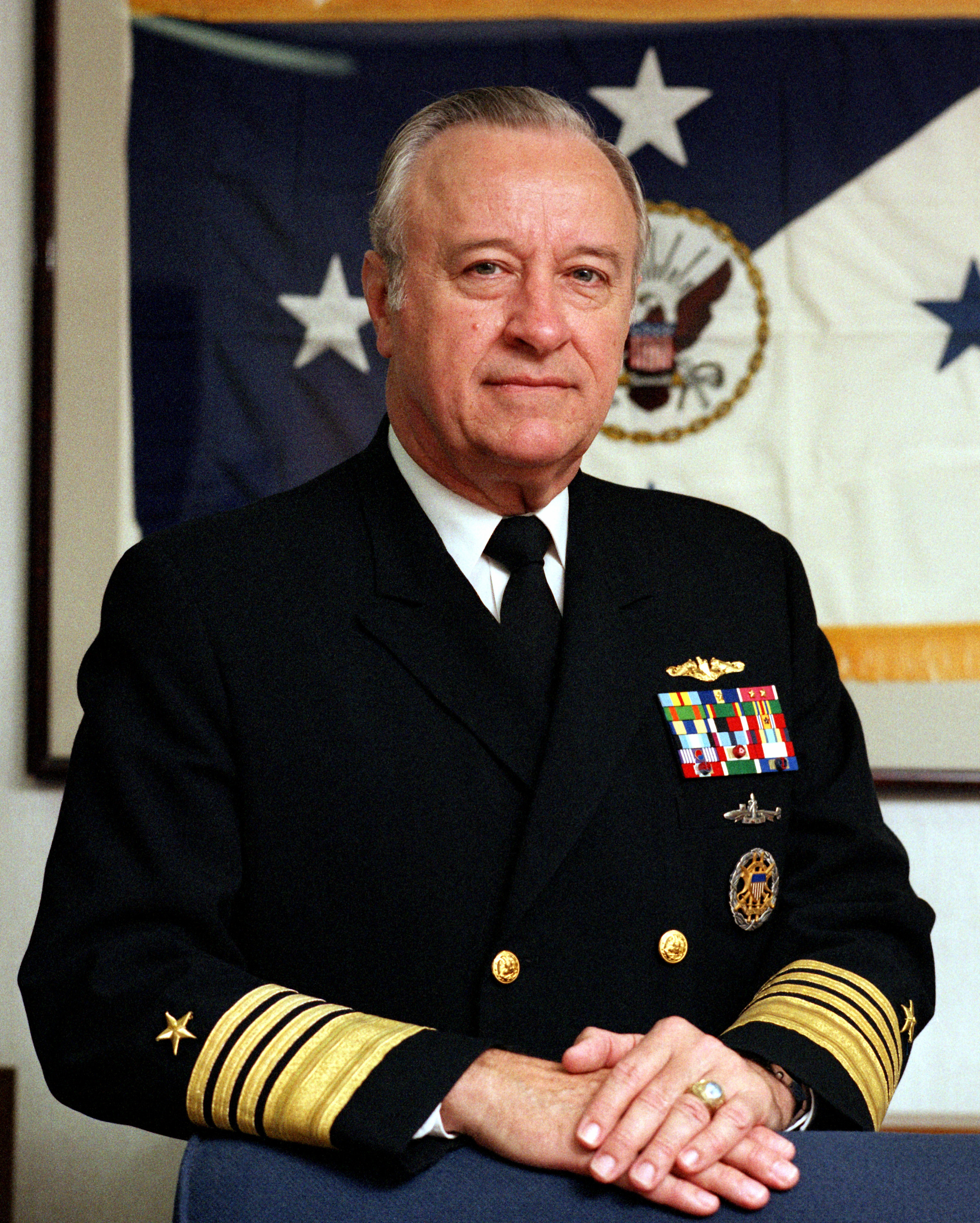
Admiral Carlisle Trost (1990)

Carlisle Albert Herman Trost (* 24. April 1930 in Valmeyer, Illinois; † 29. September 2020 in Maryland) war von 1953 bis 1990 ein Offizier der United States Navy. Im Jahr 1953 absolvierte er die Offiziersschule der Marine (United States Naval Academy). Nach verschiedenen Verwendungen als U-Boot-Kommandant war er von 1980 bis 1981 Commander, Seventh Fleet und von 1985 bis 1986 Commander-in-Chief, U.S. Atlantic Fleet.
Vom 1. Juli 1986 bis 29. Juni 1990 war er 23. Chief of Naval Operations (CNO) und somit Mitglied im Joint Chiefs of Staff (Verein[ig]ter Generalstab).

## Auszeichnungen
Auswahl der Dekorationen, sortiert in Anlehnung der Order of Precedence of the Military Awards:
- Defense Distinguished Service Medal (2 ×)
- Navy Distinguished Service Medal (3 ×)
- Army Distinguished Service Medal
- Air Force Distinguished Service Medal
- Legion of Merit (3 ×)
- Orden der Aufgehenden Sonne - Großkreuz
- Antarctica Service Medal

## Weblink
- Navy Department Library - Naval Biographies: Admiral Carlisle A. H. Trost, U.S. Navy (Stand: 11. August 2008, englisch) (Memento vom 5. Januar 2015 im Webarchiv archive.today)